# Émile Burie
Edmond Prosper Émile Burie (* 29. Januar 1893 in Neuf-Mesnil; † 11. Januar 1970 in Saint-Josse-ten-Noode) war ein französischer Autorennfahrer.

## Karriere als Rennfahrer
Émile Burie war in den 1920er-Jahren Werksfahrer beim französischen Automobilhersteller Georges Irat. Sechsmal startete er beim 24-Stunden-Rennen von Spa-Francorchamps, wo er sowohl beim Debütrennen dieser Veranstaltung 1924 als auch 1928 als Gesamtvierter ins Ziel kam. 1924 war sein Teampartner Amedée Rossi und 1928 Maurice Rost. Rost war auch sein Teamkollege beim 24-Stunden-Rennen von Le Mans 1926. Das Duo musste den Einsatz bereits früh im Rennen nach einem Defekt am Georges-Irat Type 4A Sport beenden. Auch der Start im Georges Irat A6 beim Großen Preis von Belgien 1930 endete schon nach sieben Runden (Ausfallgrund unbekannt). 

## Statistik

### Le-Mans-Ergebnisse
| Jahr | Team                     | Fahrzeug                   | Teamkollege  | Platzierung | Ausfallgrund |
| ---- | ------------------------ | -------------------------- | ------------ | ----------- | ------------ |
| 1926 | Automobiles Georges Irat | Georges-Irat Type 4A Sport | Maurice Rost | Ausfall     | Defekt       |

### 24-St-Spa-Ergebnisse
| Jahr | Team                        | Fahrzeug                   | Teamkollege   | Platzierung            | Ausfallgrund |
| ---- | --------------------------- | -------------------------- | ------------- | ---------------------- | ------------ |
| 1924 | Automobiles Georges Irat    | Georges Irat               | Amedée Rossi  | Rang 4                 |              |
| 1925 | Automobiles Georges Irat SA | Georges Irat               | Maurice Rost  | Ausfall                | Unfall       |
| 1926 | Automobiles Georges Irat SA | Georges-Irat Type 4A Sport | Maurice Rost  | Rang 8 und Klassensieg |              |
| 1927 | Automobiles Georges Irat SA | Georges-Irat Type 4A Sport | Amedée Rossi  | Rang 5                 |              |
| 1928 | Automobiles Georges Irat    | Georges-Irat Type 4A Sport | Maurice Rost  | Rang 4 und Klassensieg |              |
| 1931 | Émile Burie                 | DKW Typ P                  | Vandersmissen | Rang 16                |              |